# Gymnogeophagus balzanii
Gymnogeophagus balzanii és una espècie de peix de la família dels cíclids i de l'ordre dels perciformes.

## Morfologia
Els mascles poden assolir els 12 cm de longitud total.

## Distribució geogràfica
Es troba a Sud-amèrica: conques dels rius Paranà (Brasil, el Paraguai i Argentina) i Uruguai (Uruguai i Brasil).